# Samsan-dong, Suncheon
Samsan-dong (koreanska: 삼산동) är en stadsdel i staden Suncheon i provinsen Södra Jeolla i den södra delen av Sydkorea, 290 km söder om huvudstaden Seoul.